# 伊費爾胡南
伊費爾胡南（阿拉伯语：‎），是阿爾及利亞的城鎮，位於該國北部，由提濟烏祖省負責管轄，是伊費爾胡南區的首府，面積33平方公里，2008年人口12,460，人口密度每平方公里378人。